# Onur
Onur ist ein türkischer männlicher Vorname und Familienname.

## Herkunft und Bedeutung
Der Name Onur (von französisch honneur) bedeutet „Ehre“, „Stolz“. Eine Variante des Namens ist Onurcan.

## Namensträger

### Vorname
- Onur Abaci (* 1982), türkisch-österreichischer Opern- und Konzertsänger
- Onur Acar (* 1983), türkischer Fußballspieler
- Onur Akbay (* 1986), türkischer Fußballspieler
- Onur Akdogan (* 1994), deutsch-türkischer Fußballspieler
- Onur Atasayar (* 1995), türkischer Fußballspieler
- Onur Atilla (* 1986), türkischer Schauspieler
- Onur Ayık (* 1990), türkisch-deutscher Fußballspieler
- Onur Bakis (* 1982), österreichischer Tänzer und Breakdance-Lehrer türkischer Herkunft
- Onur Balkan (* 1996), türkischer Straßenradrennfahrer
- Onur Bayramoğlu (* 1990), türkischer Fußballspieler
- Onur Bektaş (* 1984), türkischer Fußballspieler
- Onur Berber (* 1987), türkischer Fußballspieler
- Onur Bilgin (* 1985), türkischer Fußballspieler
- Onur Bulut (Fußballspieler, 1985) (* 1985), türkischer Fußballspieler
- Onur Bulut (Fußballspieler, 1994) (* 1994), deutsch-türkischer Fußballspieler
- Onur Capin (* 1996), deutsch-türkischer Fußballspieler
- Onur Celik (* 1978), türkischer Fußballspieler
- Onur Çenik (* 1992), deutsch-türkischer Fußballspieler
- Onur Güney (* 1982), türkischer Fußballspieler
- Onur Güntürkün (* 1958), türkisch-deutscher Biopsychologe
- Kurt Onur Ipekkaya (* 1995), deutscher Schauspieler
- Onur Karakabak (* 1992), türkischer Fußballspieler
- Onur Kıntaş (* 1992), türkischer Fußballspieler
- Onur Kıvrak (* 1988), türkischer Fußballspieler
- Onur Nasuhoğulları (* 1983), türkischer Fußballspieler
- Onur Öymen (* 1940), türkischer Diplomat, Politiker, Politologe und Autor
- Onur Özer (* 1980), Berliner DJ und Techno-Produzent
- Onur Özkaya (* 1980), türkisch-deutscher Kontrabassist
- Onur Taha Takır (* 2000), türkischer Fußballspieler
- Onur Tuncer (* 1984), türkischer Fußballspieler
- Onur Ünlüçifçi (* 1997), deutsch-türkischer Fußballspieler
- Onur Ural (* 1997), türkischer Fußballspieler

### Familienname
- Füsun Onur (* 1938), türkische Installationskünstlerin
- Leyla Onur (* 1945), deutsche Politikerin
- Samed Onur (* 2002), türkisch-deutscher Fußballspieler

## Weiteres
- Onur Air, türkische Fluggesellschaft
- Onur, Lied auf Herbert Grönemeyers Album Gemischte Gefühle